# Formica glabra
Formica glabra é uma espécie de formiga do gênero Formica, pertencente à subfamília Formicinae.